# كربون ثالثي

الصيغة الهيكلية من إيزوبوتان (الكربون الثالثي باللون الأحمر)

الكربون الثالثي في الكيمياء العضوية هي ذرة كربون مرتبطة بثلاث ذرات كربون أخرى. لهذا السبب، توجد ذرات الكربون الثالثية فقط في الهيدروكربونات التي تحتوي على أربع ذرات كربون على الأقل. ويمكن أن توجد ذرات الكربون الثالثية، على سبيل المثال، في الألكانات المتفرعة، ولكن ليس في الألكانات الخطية.
|                              | الكربون الأولي | الكربون الثانوي | الكربون الثالثي | الكربون الرابعي |
| الهيكل العام (R = باقي عضوي) | frameless=1.0  | frameless=1.0   | frameless=1.0   | frameless=1.0   |
| تمثيل جزئي للصيغة البنيوية   | frameless=1.0  | frameless=1.0   | frameless=1.0   | frameless=1.0   |